# تاريخ اليهود في إنجلترا
يعود أول تسجيل مكتوب عن الاستيطان اليهودي في إنجلترا إلى عام 1070. واستمرت الجالية اليهودية حتى مرسوم الملك إدوارد الأول للطرد عام 1290. بعد الطرد، لم توجد جالية يهودية علنية، واقتصر الوجود اليهودي على الأفراد الذين يمارسون اليهودية سرًا، حتى حكم أوليفر كرومويل. لم يُعِد كرومويل دخول اليهود رسميًا إلى الكومنولث الإنجليزي، بل تحددت جالية صغيرة من اليهود السفرديم الذين يعيشون في لندن سنة 1656 وسُمح لهم بالبقاء.

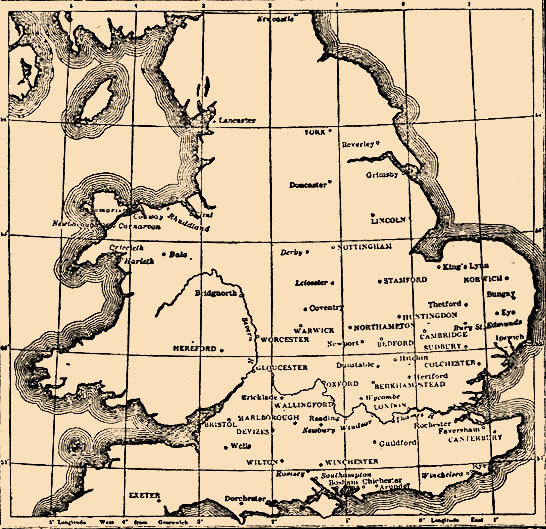

ظل قانون التجنس اليهودي لعام 1753 ساريًا بضعة أشهر فقط، وهو محاولة لإضفاء الشرعية على الوجود اليهودي في إنجلترا. عادة ما يُرجِع المؤرخون التحرر اليهودي إما إلى عام 1829 أو 1858، مع أن بينجامين دزرائيلي، يهودي المولد المتحول لاحقًا إلى الأنجليكانية، انتُخب مرتين رئيسًا لوزراء للمملكة المتحدة عامي 1868 و1874. مع إصرار الزعيم الأيرلندي دانيال أوكونيل سنة 1846، أُلغي القانون البريطاني، الذي نص على ارتداء ملابس خاصة لليهود. اكتسبت بريطانيا سمعة طيبة للتسامح الديني فيها وجذبت هجرة كبيرة من أوروبا الشرقية. بسبب انعدام العنف ضد اليهود فيها في القرن التاسع عشر، في ثلاثينيات وأربعينيات القرن العشرين، فر بعض اليهود الأوروبيين إلى إنجلترا هربًا من النازيين.
واجه اليهود معاداة السامية والقوالب النمطية في بريطانيا، وسارت معاداة السامية غالبًا مع المعاداة الألمانية، لدرجة تساوي اليهود والألمان أوائل القرن العشرين، مع أن الإنجليز أنفسهم لديهم أصول عرقية ألمانية جزئيًا. ما أدى إلى قيام العديد من العائلات اليهودية الأشكنازية بتغيير أسماءهم ألمانية الطابع إلى أسماء إنجليزية الطابع.
يبلغ عدد اليهود في بريطانيا الآن نحو 275 ألف، ومعظمهم تقريبًا -أكثر من 260 ألف- في إنجلترا، التي تضم ثاني أكبر عدد من اليهود في أوروبا -بعد فرنسا- وخامس أكبر جالية يهودية في العالم.
يعيش غالبية اليهود في إنجلترا في لندن وحولها، مع نحو 160 ألف يهودي فيها، و20 ألف آخرين معظمهم في جنوب غرب هيرتفوردشاير.
ثاني أكبر عدد من السكان هم في مانشستر الكبرى، جالية تزيد قليلًا على 25 ألف، أساسًا في بوري (10390)، سالفورد (7920)، مانشستر (2725) وترافورد (2,490). توجد أيضًا جالية كبيرة في ليدز (6,760)، جيتشيد (3000)، برايتون (2730)، ليفربول (2330)، برمنغهام (2150) وساوث إند (2080). تشمل المدن والقرى في هيرتفوردشاير ذات الكثافة السكانية العالية بوشي (4500)، وبورهاموود (3900)، ورادليت (2300).
يُعتقد عمومًا أن الإحصاءات التي تتعلق بتعداد اليهود ليست دقيقة، بسبب عدم ميل البعض إلى كشف خلفيتهم الدينية وممارساتهم، لذلك قد تكون هذه الأرقام أقل من الواقع.

## إنجلترا النورمانية (1066-1290)
لا دليل على أن اليهود أقاموا في إنجلترا قبل الفتح النورماندي. وتتعلق المراجع القليلة في قوانين الكنيسة الأنجلوساكسونية بالممارسات اليهودية المرتبطة بعيد الفصح.
يذكر ويليام مالمسبوري أن وليام الفاتح جلب اليهود من روان إلى إنجلترا. كانت سياسته هي الحصول على مستحقات إقطاعية للخزانة الملكية بالعملة المعدنية بدلًا من العينية، ولهذا كان من الضروري أن ينتشر مجموعة من الرجال في أنحاء البلاد لجمع أقساط العملات المعدنية.

### وضع اليهود
كان وضع اليهود في إنجلترا يعتمد بالكامل على إرادة الملك قبل طردهم عام 1290. إذ كان اليهود الإنجليز تحت سلطة الملك قانونًا، وعُرضت عليهم الحماية مقابل وظيفتهم الاقتصادية. وبوصفهم عاملين لدى الملك كانت لهم حرية الحركة في الطرق الملكية، والإعفاء من الرسوم، والحق في تملك الأرض التي يمنحها الملك، والحماية المادية في مجموعة واسعة من القلاع الملكية التي شُيدت لتثبيت السلطة النورمانية.
كان ليهود لندن المسؤولية عن «كونستابل أوف ذا تاور»، ولهذا السبب بحثوا عن ملاذ في برج لندن ليلجؤوا إليه عندما يكونوا في خطر من عنف الجماهير. ولجؤوا إلى ذلك بالفعل في عدة مناسبات، إذ بقيت أعداد كبيرة هناك، وأحيانًا لشهور في كل مرة. توجد جثث محفوظة ليهود مسلحين يشكلون جزءًا من كونستابل أوف ذا تاور سنة 1267 خلال الحرب الأهلية.
أُدرج بند بهذا المعنى في عهد هنري الأول ضمن مخطوطات تُسمى قوانين إدوارد المُعتَرف. منح هنري ميثاقًا للحاخام جوزيف، كبير حاخامات لندن، وأتباعه. بموجب هذا الميثاق، سُمح لليهود بالتنقل في أنحاء البلاد دون دفع رسوم، وشراء وبيع تعهداتهم بعد عقدها مدة عام ويوم، ومحاكمتهم من طريق أقرانهم، والقسم على التوراة بدلاً من الإنجيل. كانت للفقرة السادسة من الميثاق أهمية خاصة، إذ منحت لليهود الحق في التحرك أينما أرادوا، كما لو كانوا مِلكًا للملك، ويمكن رهن اليهود الإنجليز كلما احتاج الملك إلى زيادة الإيرادات، ويخضعون للضريبة دون إذن من البرلمان، ليصبحوا في نهاية المطاف من السكان الرئيسيين دافعي الضرائب.
شهد اليهود الإنجليز «عصرًا ذهبيًا» نوعًا ما تحت حكم هنري الثاني في أواخر القرن الثاني عشر بسبب التوسع الاقتصادي الضخم وزيادة الطلب على الائتمان. صُنِعت ثروات يهودية كبيرة في لندن وأكسفورد ولينكولن وبريستول ونوريتش. استفاد التاج بدوره من رفاهية اليهود. إضافةً إلى العديد من الضرائب الاستبدادية، أسس ريتشارد الأول قانون اليهود سنة 1194 في محاولة لتنظيم المجتمع اليهودي. ضُمن حفظ المسؤولون الملكيون لجميع المعاملات اليهودية ضمن السجلات الملكية الإلزامية. سُجلت كل الديون على الكيروغرافيا للسماح للملك بالوصول الفوري والكامل إلى الممتلكات اليهودية. أسس ريتشارد أيضًا خزانة خاصة لجمع أي ديون غير مدفوعة ومستحقة بعد وفاة الدائن يهودي.
جعل إنشاء وزارة لليهود جميع معاملات اليهود الإنجليز عُرضة لضرائب الملك إضافةً إلى 10٪ من جميع المبالغ التي استعادها اليهود بمساعدة المحاكم الإنجليزية. زادت الحملتين الصليبية الأولى والثانية شعور العدائية تجاه اليهود، مع ذلك لم يتأثر اليهود في إنجلترا نسبيًا سوى بالغرامات المتفرقة والضرائب الاضافية. ومع أنهم لم يجربوا نفس النوع من الحراك الاجتماعي والتقدم الثقافي الذي شهده اليهود تحت الحكم العربي، ازدادت رفاهية يهود سكان إنجلترا تحت رعاية الملك.
تدهور وضع اليهود في إنجلترا كثيرًا مع تمكن القوى السياسية وتعمق التدين الشائع في أواخر القرن الثاني عشر. وتزايد انعزال اليهود عن المجتمع الإنجليزي الكبير. نمت العدائية ضد اليهود نتيجة رفاهيتهم وعلاقتهم بالملك والقضاة. مع أن حكام الكنيسة والدولة استغلوا واحتكروا التوسعات في التجارة والصناعة لليهود الإنجليز، إن الضغوط الخارجية مثل الأسطورة المتداولة لفرية الدم، والتوترات الدينية في ضوء الحملات الصليبية، وتدخل البابا إنوسنت الثالث في أواخر القرن الثاني عشر، كل هذه العوامل كونت بيئة عنيفة بتزايد ضد اليهود الإنجليز. ازداد عنف الغوغاء ضد اليهود في لندن ونورويتش ولين. وتعرض اليهود لمذابح في يورك.
ومع ذلك وبسبب فائدتهم المالية، حظي اليهود الإنجليز بالحماية الملكية، واصل ريتشارد الأول تجديد الأوامر لحماية اليهود، وإضفاء الطابع الرسمي على الخزانة وتخصيص صناديق السجلات التي تراقبها لجنة من المسيحيين واليهود المحليين حاملي المفاتيح، لحماية سجلات جميع أعمال اليهود التجارية.
أدى عجز الملك جون في أوائل القرن الثالث عشر إلى خسارة حتى أغنى اليهود، مع أنه كان لديهم أكثر من عقد للتحسن، فإن مالية هنري الثالث التي أسيئت إدارتها حسبت نحو 70 ألف جنيه من 5000 شخص فقط للقيام بذلك، كان عليهم بيع العديد من سندات الرهن العقاري للنبلاء الأثرياء. أصبح اليهود سببًا رئيسيًا لكراهية هؤلاء المدينين وارتفع العنف الجماعي مرة أخرى في منتصف القرن الثالث عشر. لكن وضعهم القانوني لم يتغير حتى سيطر ابن هنري، إدوارد الأول، على اليهود. أصدر قوانين تقييدية، ومنعهم من أخذ المزيد من الممتلكات في السندات، والوسائل التي يمكن من خلالها إقراض المال والسكن. مع حرمانهم من جميع موارد الدخل تقريبًا ومصادرة الممتلكات، أدى ذلك إلى تضاؤل السكان اليهود. إن الموجات الجديدة من التعصب الصليبي في 1280 ونقمة الديون دفعت إدوارد إلى طرد الجالية اليهودية المستنزفة سنة 1290.

### مواقف الملوك
تزعزعت العلاقات بين اليهود وغير اليهود في إنجلترا تحت حكم الملك ستيفن، الذي أحرق منزل يهودي في أكسفورد -وفقًا للروايات- لأنه رفض دفع مساهمة في نفقات الملك. سنة 1144 جاء التقرير الأول في تاريخ فرية الدم ضد اليهود. حسب ما جاء في قضية ويليام نوريتش 1144.
يرى أنتوني جوليوس أن الإنجليز كانوا مبدعين بلا حدود في ابتكار ادعاءات معادية للسامية. أصبحت إنجلترا «المبتكر والمروج الرئيسي» لمعاداة السامية. ناقش جوليوس في كتابه بأن تشهير الدم هو الدليل، لأنه يتضمن الموضوعات التي تعد اليهود خبثاء، ويتآمرون باستمرار ضد المسيحيين وهم جبابرة لا يرحمون. تشمل التحولات قصصًا حول تسميم اليهود للآبار، والتلاعب بالعقول، وشراء وبيع أجساد وأرواح المسيحيين.
في حين كان الصليبيون يقتلون اليهود في ألمانيا، منع الملك ستيفن الثورات ضد اليهود في إنجلترا، وفقًا لمؤرخين يهود. جدد اليهود نشاطهم مع استعادة النظام في عهد هنري الثاني. وفي غضون 5 سنوات وُجد يهود في لندن وأكسفورد وكامبريدج ونورتش وثيفورد وبونغاي وكانتربيري ووينشستر وستافورد ووندسور وريدنج. ومع ذلك، لم يُسمح لهم بدفن موتاهم سوى في لندن، وهو قيد لم يُزل حتى 1177.